# Daniel Hjort (ämbetsman)
Daniel Theodorus Hjort, född ca. 1575 i Värend, död 28 maj 1615 i Stockholm, var en svensk ämbetsman, förebild för hjälten i Josef Julius Wecksells tragedi med samma namn.

## Biografi
Hjort föddes i Småland, sägs som student ha vistats hos Clas Eriksson Fleming i Finland och befann sig 1597 på Åbo slott, då detta efter Flemings död belägrades av hertig Karl. Hjort medverkade till besättningens myteri, uppnådde hertigens gunst och erhöll understöd för studier i utlandet. Han återvände 1601 till Sverige med magistergrad och en kejserlig poeta laureatus-titel och anställdes vid hertigens kansli.
De följande åren vistades han dock mest i Lappland och Finnmarken, dit han sändes vid olika tillfällen för att hävda Sveriges rättigheter och stärka rikets organisatoriska verksamhet i dessa utmarker. En beskickning till Ryssland erhöll han 1607, och 1613 följde han hertig Karl Filip till Viborg som sekreterare. Han adlades av Karl IX, men synes efter dennes död ha fått dela öde med många andra lycksökare och skjutits åt sidan. Pingstdagen 1615 dödades han i ett slagsmål hos Sigfridus Forsius i Stockholm.
Förutom en reseberättelse från Lappland har han författat latinsk tillfällighetspoesi. Wecksells skildring bygger på Anders Fryxells skildring ur Berättelser ur svenska historien, men är fritt omdiktad.